# Svizzera ai Giochi della XXXII Olimpiade
La Svizzera ha partecipato ai Giochi della XXXII Olimpiade, che si sono svolti a Tokyo, Giappone, dal 23 luglio all'8 agosto 2021 (inizialmente previsti dal 24 luglio al 9 agosto 2020 ma posticipati per la pandemia di COVID-19) con centosette atleti, sessanta uomini e quarantasette donne.
Si è trattata della ventinovesima partecipazione di questo paese ai Giochi estivi; insieme all'Australia, alla Francia, alla Gran Bretagna e alla Grecia ha partecipato a tutte le edizioni dei Giochi.

## Medaglie
| Riepilogo quotidiano | Riepilogo quotidiano | Riepilogo quotidiano | Riepilogo quotidiano | Riepilogo quotidiano | Riepilogo quotidiano | Riepilogo quotidiano |
| -------------------- | -------------------- | -------------------- | -------------------- | -------------------- | -------------------- | -------------------- |
| Giorno               | Data                 |                      |                      |                      | Totale               |                      |
| 1º                   | 24                   | 0                    | 0                    | 1                    | 1                    |                      |
| 3º                   | 26                   | 0                    | 1                    | 0                    | 1                    |                      |
| 4º                   | 27                   | 1                    | 1                    | 1                    | 3                    |                      |
| 5º                   | 28                   | 0                    | 1                    | 0                    | 1                    |                      |
| 7º                   | 30                   | 0                    | 0                    | 1                    | 1                    |                      |
| 8º                   | 31                   | 2                    | 0                    | 1                    | 3                    |                      |
| 9º                   | 1º                   | 0                    | 1                    | 1                    | 2                    |                      |
| 14º                  | 6                    | 0                    | 0                    | 1                    | 1                    |                      |
| Totale               | Totale               | 3                    | 4                    | 6                    | 13                   |                      |

### Medagliere per disciplina
| Sport        | Oro | Argento | Bronzo | Totale |
| ------------ | --- | ------- | ------ | ------ |
| Beach volley | 0   | 0       | 1      | 1      |
| Ciclismo     | 1   | 3       | 2      | 6      |
| Nuoto        | 0   | 0       | 2      | 2      |
| Tennis       | 1   | 1       | 0      | 2      |
| Tiro         | 1   | 0       | 1      | 2      |
| Totale       | 3   | 4       | 6      | 13     |

### Medaglie d'oro
| Medaglia | Nome           | Sport    | Evento                                  |
| -------- | -------------- | -------- | --------------------------------------- |
| Oro      | Jolanda Neff   | Ciclismo | Cross country femminile                 |
| Oro      | Nina Christen  | Tiro     | Carabina 50 metri 3 posizioni femminile |
| Oro      | Belinda Bencic | Tennis   | Singolare femminile                     |

### Medaglie d'argento
| Medaglia | Nome                             | Sport    | Evento                  |
| -------- | -------------------------------- | -------- | ----------------------- |
| Argento  | Mathias Flückiger                | Ciclismo | Cross country maschile  |
| Argento  | Sina Frei                        | Ciclismo | Cross country femminile |
| Argento  | Marlen Reusser                   | Ciclismo | Cronometro femminile    |
| Argento  | Belinda Bencic Viktorija Golubic | Tennis   | Doppio femminile        |

### Medaglie di bronzo
| Medaglia | Nome                             | Sport        | Evento                                     |
| -------- | -------------------------------- | ------------ | ------------------------------------------ |
| Bronzo   | Nina Christen                    | Tiro         | Carabina 10 metri aria compressa femminile |
| Bronzo   | Linda Indergand                  | Ciclismo     | Cross country femminile                    |
| Bronzo   | Jérémy Desplanches               | Nuoto        | 200 m misti maschili                       |
| Bronzo   | Noè Ponti                        | Nuoto        | 100 m farfalla maschili                    |
| Bronzo   | Nikita Ducarroz                  | Ciclismo     | BMX freestyle femminile                    |
| Bronzo   | Joana Heidrich Anouk Vergé-Dépré | Beach volley | Torneo femminile                           |

## Delegazione
| Sport                | Uomini | Donne | Totale |
| -------------------- | ------ | ----- | ------ |
| Arrampicata sportiva | 0      | 1     | 1      |
| Atletica leggera     | 5      | 11    | 16     |
| Badminton            | 0      | 1     | 1      |
| Beach volley         | 2      | 4     | 6      |
| Canoa                | 2      | 1     | 3      |
| Canottaggio          | 6      | 3     | 9      |
| Ciclismo             | 16     | 6     | 22     |
| Equitazione          | 5      | 2     | 7      |
| Ginnastica           | 4      | 1     | 5      |
| Judo                 | 1      | 1     | 2      |
| Karate               | 0      | 1     | 1      |
| Lotta                | 1      | 0     | 1      |
| Nuoto                | 9      | 4     | 13     |
| Scherma              | 3      | 0     | 3      |
| Tennis               | 1      | 2     | 3      |
| Tennistavolo         | 0      | 1     | 1      |
| Tiro                 | 0      | 2     | 2      |
| Triathlon            | 2      | 2     | 4      |
| Tuffi                | 0      | 1     | 1      |
| Vela                 | 3      | 3     | 6      |
| Totale               | 55     | 46    | 101    |

## Arrampicata sportiva
| Atleta         | Evento         | Qualificazione | Qualificazione | Qualificazione | Qualificazione | Qualificazione | Qualificazione | Qualificazione | Qualificazione | Qualificazione | Qualificazione | Finale          | Finale          | Finale          | Finale          | Finale          | Finale          | Finale          | Finale          | Finale          | Finale |
| Atleta         | Evento         | Speed          | Speed          | Speed          | Lead           | Lead           | Bouldering     | Bouldering     | Bouldering     | Totale         | Totale         | Speed           | Speed           | Lead            | Lead            | Bouldering      | Bouldering      | Bouldering      | Totale          | Totale          |        |
| Atleta         | Evento         | A              | B              | Pos.           | Punti          | Pos.           | Top            | Zona           | Pos.           | Punti          | Pos.           | Migliore        | Pos.            | Punti           | Pos.            | Top             | Zona            | Pos.            | Punti           | Pos.            |        |
| -------------- | -------------- | -------------- | -------------- | -------------- | -------------- | -------------- | -------------- | -------------- | -------------- | -------------- | -------------- | --------------- | --------------- | --------------- | --------------- | --------------- | --------------- | --------------- | --------------- | --------------- | ------ |
| Petra Klingler | Gara femminile | 8"42           | 8"67           | 10ª            | 16+            | 14ª            | 1              | 3              | 10ª            | 1400           | 16ª            | Non qualificata | Non qualificata | Non qualificata | Non qualificata | Non qualificata | Non qualificata | Non qualificata | Non qualificata | Non qualificata |        |

## Atletica leggera
Eventi su pista e strada
| Atleta                                                         | Evento                   | Batteria  | Batteria  | Semifinale      | Semifinale      | Finale          | Finale          |
| Atleta                                                         | Evento                   | Risultato | Posizione | Risultato       | Posizione       | Risultato       | Posizione       |
| -------------------------------------------------------------- | ------------------------ | --------- | --------- | --------------- | --------------- | --------------- | --------------- |
| Ajla Del Ponte                                                 | 100 m femminili          | 10"91     | 2ª Q      | 11"01           | 2ª Q            | 10"97           | 5ª              |
| Mujinga Kambundji                                              | 100 m femminili          | 10"95     | 2ª Q      | 10"96           | 2ª Q            | 10"99           | 6ª              |
| Salomé Kora                                                    | 100 m femminili          | 11"25     | 5ª        | Non qualificata | Non qualificata | Non qualificata | Non qualificata |
| Mujinga Kambundji                                              | 200 m femminili          | 22"26 =   | 1ª Q      | 22"26 =         | 3ª q            | 22"30           | 7ª              |
| Julien Wanders                                                 | 10000 m maschili         | N.D.      | N.D.      | N.D.            | N.D.            | 28'55"29        | 21º             |
| Léa Sprunger                                                   | 400 m ostacoli femminili | 57"03     | 6ª        | Non qualificata | Non qualificata | Non qualificata | Non qualificata |
| Ajla del Ponte Riccarda Dietsche Mujinga Kambundji Salome Kora | 4×100 m femminile        | 42"05     | 2ª Q      | N.D.            | N.D.            | 42"08           | 4ª              |
| Yasmin Giger Silke Lemmens Rachel Pellaud Léa Sprunger         | 4×400 m femminile        | 3'25"90   | 6ª        | N.D.            | N.D.            | Non qualificate | Non qualificate |
| Tadesse Abraham                                                | Maratona maschile        | N.D.      | N.D.      | N.D.            | N.D.            | DNF             | DNF             |
| Fabienne Schlumpf                                              | Maratona femminile       | N.D.      | N.D.      | N.D.            | N.D.            | 2h31'36"        | 12ª             |
| Martina Strähl                                                 | Maratona femminile       | N.D.      | N.D.      | N.D.            | N.D.            | 2h39'25"        | 51ª             |

Eventi su campo
| Atleta         | Evento                     | Qualificazione | Qualificazione | Finale          | Finale          |
| Atleta         | Evento                     | Risultato      | Posizione      | Risultato       | Posizione       |
| -------------- | -------------------------- | -------------- | -------------- | --------------- | --------------- |
| Loïc Gasch     | Salto in alto maschile     | 2,21 m         | =23º           |                 |                 |
| Salome Lang    | Salto in alto femminile    | 1,86 m         | 22ª            | Non qualificata | Non qualificata |
| Angelica Moser | Salto con l'asta femminile | 4,40 m         | 20ª            | Non qualificata | Non qualificata |

## Canoa/kayak

### Slalom
| Atleta          | Evento       | Qualificazioni | Qualificazioni | Qualificazioni | Qualificazioni | Qualificazioni | Qualificazioni | Semifinali | Semifinali | Semifinali | Finale          | Finale          | Finale          |
| Atleta          | Evento       | 1ª manche      | Pos.           | 2ª manche      | Pos.           | Migliore       | Posizione      | Penalità   | Tempo      | Posizione  | Penalità        | Tempo           | Posizione       |
| --------------- | ------------ | -------------- | -------------- | -------------- | -------------- | -------------- | -------------- | ---------- | ---------- | ---------- | --------------- | --------------- | --------------- |
| Thomas Koechlin | C1 maschile  | 105"66         | 10º            | 104"57         | 10º            | 104"57         | 12º Q          | 6"         | 111"20     | 13º        | Non qualificato | Non qualificato | Non qualificato |
| Alena Marx      | C1 femminile | 120"12         | 10ª            | 150"84         | 18ª            | 120"12         | 16ª Q          | 6"         | 163"09     | 16ª        | Non qualificata | Non qualificata | Non qualificata |
| Martin Dougoud  | K1 maschile  | 93"70          | 6º             | 100"58         | 18º            | 93"70          | 14º Q          | 2"         | 99"28      | 13º        | Non qualificato | Non qualificato | Non qualificato |
| Naemi Brändle   | K1 femminile | 230"37         | 27ª            | 135"00         | 22ª            | 135"00         | 24ª Q          | 4"         | 121"91     | 18ª        | Non qualificata | Non qualificata | Non qualificata |

## Canottaggio
| Atleta                                                 | Evento                               | Batteria | Batteria | Ripescaggio | Ripescaggio | Quarti  | Quarti | Semifinale | Semifinale | Finale / Finale B | Finale / Finale B |
| Atleta                                                 | Evento                               | Tempo    | Pos.     | Tempo       | Pos.        | Tempo   | Pos.   | Tempo      | Pos.       | Tempo             | Pos.              |
| ------------------------------------------------------ | ------------------------------------ | -------- | -------- | ----------- | ----------- | ------- | ------ | ---------- | ---------- | ----------------- | ----------------- |
| Jeannine Gmelin                                        | Singolo femminile                    | 7'47"20  | 2ª Q     | Bye         | Bye         | 8'02"10 | 2ª Q   | 7'25"80    | 2ª Q       | 7'20"91           | 5ª                |
| Barnabé Delarze Roman Röösli                           | Due di coppia maschile               | 6'11"24  | 2ª Q     | Bye         | Bye         | N.D.    | N.D.   | 6'25"89    | 3ª Q       | 6'09"05           | 5ª                |
| Patricia Merz Frédérique Rol                           | Due di coppia pesi leggeri femminile | 7'08"66  | 4ª R     | 7'22"02     | 1ª Q        | N.D.    | N.D.   | 6'48"92    | 4ª qB      | 6'49"16           | 7ª                |
| Andrin Gulich Paul Jacquot Markus Kessler Joel Schürch | Quattro senza maschile               | 6'04"09  | 4ª R     | 6'27"80     | 5ª qB       | N.D.    | N.D.   | N.D.       | N.D.       | 6'02"32           | 9ª                |

## Ciclismo

### Ciclismo su strada
| Atleta         | Evento                   | Tempo    | Posizione |
| -------------- | ------------------------ | -------- | --------- |
| Marc Hirschi   | Corsa in linea maschile  | 6h11'46" | 25º       |
| Stefan Küng    | Corsa in linea maschile  | 6h15'38" | 40º       |
| Gino Mäder     | Corsa in linea maschile  | 6h21'46" | 74º       |
| Michael Schär  | Corsa in linea maschile  | 6h13'17" | 31º       |
| Marlen Reusser | Corsa in linea femminile | 4h02'16" | 46ª       |
| Stefan Küng    | Cronometro maschile      | 56'08"49 | 4º        |
| Marlen Reusser | Cronometro femminile     | 31'09"96 |           |

### Ciclismo su pista
Inseguimento
| Atleta                                                                                    | Evento                          | Qualificazione | Qualificazione | Semifinale           | Semifinale | Finale / FB                                 | Finale / FB |
| Atleta                                                                                    | Evento                          | Tempo          | Posizione      | Avversario Risultato | Posizione  | Avversario Risultato                        | Posizione   |
| ----------------------------------------------------------------------------------------- | ------------------------------- | -------------- | -------------- | -------------------- | ---------- | ------------------------------------------- | ----------- |
| Stefan Bissegger Robin Froidevaux Mauro Schmid Valère Thiébaud Théry Schir Cyrille Thièry | Inseguimento a squadre maschile | 3'51"514       | 8ª             | Australia P 3'49"111 | 7ª         | Finale 7º-8º posto Gran Bretagna P 3'50"041 | 8ª          |

Omnium
| Atleta      | Evento          | Scratch   | Scratch | Corsa a tempo | Corsa a tempo | Corsa a eliminazione | Corsa a eliminazione | Corsa a punti | Corsa a punti | Totale | Totale    |
| Atleta      | Evento          | Posizione | Punti   | Posizione     | Punti         | Posizione            | Punti                | Posizione     | Punti         | Punti  | Posizione |
| ----------- | --------------- | --------- | ------- | ------------- | ------------- | -------------------- | -------------------- | ------------- | ------------- | ------ | --------- |
| Théry Schir | Omnium maschile | 9º        | 24      | 4º            | 34            | 3º                   | 36                   | 1º            | 15            | 109    | 7º        |

Americana
| Atleta                       | Evento             | Punti  | Punti | Posizione |
| Atleta                       | Evento             | Sprint | Giri  | Posizione |
| ---------------------------- | ------------------ | ------ | ----- | --------- |
| Robin Froidevaux Théry Schir | Americana maschile | 8      | 0     | 7ª        |

### Mountain bike
| Atleta            | Evento                  | Tempo    | Posizione |
| ----------------- | ----------------------- | -------- | --------- |
| Filippo Colombo   | Cross-country maschile  | 1h28'04" | 12º       |
| Mathias Flückiger | Cross-country maschile  | 1h25'34" |           |
| Nino Schurter     | Cross-country maschile  | 1h25'56" | 4º        |
| Sina Frei         | Cross-country femminile | 1h16'57" |           |
| Linda Indergand   | Cross-country femminile | 1h17'05" |           |
| Jolanda Neff      | Cross-country femminile | 1h15'46" |           |

### BMX
Corsa
| Atleta         | Evento         | Quarti | Quarti    | Semifinale      | Semifinale      | Finale          | Finale          |
| Atleta         | Evento         | Punti  | Posizione | Punti           | Posizione       | Tempo           | Posizione       |
| -------------- | -------------- | ------ | --------- | --------------- | --------------- | --------------- | --------------- |
| Simon Marquart | Corsa maschile | 14     | 5º        | Non qualificato | Non qualificato | Non qualificato | Non qualificato |
| David Graf     | Corsa maschile | 6      | 2º Q      | 18              | 5º              | Non qualificato | Non qualificato |

Freestyle
| Atleta          | Evento              | Classificazione | Classificazione | Classificazione | Classificazione | Finale  | Finale  | Finale   | Finale    |
| Atleta          | Evento              | Prova 1         | Prova 2         | Media           | Posizione       | Prova 1 | Prova 2 | Migliore | Posizione |
| --------------- | ------------------- | --------------- | --------------- | --------------- | --------------- | ------- | ------- | -------- | --------- |
| Nikita Ducarroz | Freestyle femminile | 83,70           | 83,40           | 83,55           | 2ª              | 89,20   | 54,60   | 89,20    |           |

## Equitazione

### Dressage
| Atleta            | Cavallo         | Evento      | Grand Prix | Grand Prix | Grand Prix Special | Grand Prix Special | Grand Prix Freestyle | Grand Prix Freestyle | Grand Prix Freestyle | Grand Prix Freestyle |
| Atleta            | Cavallo         | Evento      | Punteggio  | Classifica | Punteggio          | Classifica         | Tecnico              | Artistico            | Totale               | Classifica           |
| ----------------- | --------------- | ----------- | ---------- | ---------- | ------------------ | ------------------ | -------------------- | -------------------- | -------------------- | -------------------- |
| Estelle Wettstein | West Side Story | Individuale | 67,748     | 41ª        | Non qualificata    | Non qualificata    | Non qualificata      | Non qualificata      | Non qualificata      | Non qualificata      |

### Concorso completo
| Atleta                                                       | Cavallo                                                  | Evento      | Dressage | Dressage | Cross-country | Cross-country | Cross-country | Salto ostacoli  | Salto ostacoli  | Salto ostacoli  | Salto ostacoli  | Salto ostacoli  | Salto ostacoli  | Totale          | Totale          |
| Atleta                                                       | Cavallo                                                  | Evento      | Dressage | Dressage | Cross-country | Cross-country | Cross-country | Qualificazione  | Qualificazione  | Qualificazione  | Finale          | Finale          | Finale          | Totale          | Totale          |
| Atleta                                                       | Cavallo                                                  | Evento      | Penalità | Pos.     | Penalità      | Totale        | Pos.          | Penalità        | Totale          | Pos.            | Penalità        | Totale          | Pos.            | Penalità        | Pos.            |
| ------------------------------------------------------------ | -------------------------------------------------------- | ----------- | -------- | -------- | ------------- | ------------- | ------------- | --------------- | --------------- | --------------- | --------------- | --------------- | --------------- | --------------- | --------------- |
| Robin Godel                                                  | Jet Set                                                  | Individuale | 37,10    | 47º      | Eliminato     | Eliminato     | Eliminato     | Non qualificato | Non qualificato | Non qualificato | Non qualificato | Non qualificato | Non qualificato | Non qualificato | Non qualificato |
| Mélody Johner                                                | Toubleu de Rueire                                        | Individuale | 36,10    | 44ª      | 0,40          | 36,50         | 19ª           | 0,00            | 36,50           | 14ª             | 13,20           | 49,70           | 17ª             | 49,70           | 17ª             |
| Felix Vogg                                                   | Colero                                                   | Individuale | 26,70    | 8º       | 11,80         | 38,50         | 21º           | 8,00            | 46,50           | 24º             | 5,20            | 51,70           | 19º             | 51,70           | 19º             |
| Robin Godel Mélody Johner Felix Vogg Eveline Bodenmüller (s) | Jet Set Toubleu de Rueire Colero Violine de la Brasserie | Squadre     | 99,20    | 10       | 212,20        | 311,40        | 11            | 8,00+20,00      | 339,40          | 10ª             | N.D.            | N.D.            | N.D.            | 339,40          | 10ª             |

(s) – Sostituta prima del salto (20 punti di penalità)

### Salto ostacoli
| Atleta                                    | Cavallo                                       | Evento      | Qualificazione | Qualificazione | Finale          | Finale          | Jump-off        | Jump-off        |
| Atleta                                    | Cavallo                                       | Evento      | Penalità       | Pos.           | Penalità        | Pos.            | Penalità        | Pos.            |
| ----------------------------------------- | --------------------------------------------- | ----------- | -------------- | -------------- | --------------- | --------------- | --------------- | --------------- |
| Martin Fuchs                              | Clooney                                       | Individuale | 0,00           | =1º Q          | 8,00            | 16º             | Non qualificato | Non qualificato |
| Steve Guerdat                             | Venard de Cerisy                              | Individuale | 4,00           | 31º            | Non qualificato | Non qualificato | Non qualificato | Non qualificato |
| Beat Mändli                               | Dsarie                                        | Individuale | 1,00           | =26º           | WD              | WD              | WD              | WD              |
| Bryan Balsiger Martin Fuchs Steve Guerdat | Twentytwo des Biches Clooney Venard de Cerisy | Squadre     | 10,00          | 4ª Q           | 28,00           | 28ª             | 238"18          | 5ª              |

## Ginnastica

### Ginnastica artistica
Uomini
| Atleta            | Evento               | Qualificazione                               | Qualificazione                               | Qualificazione                               | Qualificazione                               | Qualificazione                               | Qualificazione                               | Qualificazione                               | Qualificazione                               | Finale   | Finale   | Finale   | Finale   | Finale   | Finale   | Finale  | Finale |
| Atleta            | Evento               | Attrezzo                                     | Attrezzo                                     | Attrezzo                                     | Attrezzo                                     | Attrezzo                                     | Attrezzo                                     | Totale                                       | Pos.                                         | Attrezzo | Attrezzo | Attrezzo | Attrezzo | Attrezzo | Attrezzo | Totale  | Pos.   |
| Atleta            | Evento               | CL                                           | C                                            | A                                            | V                                            | P                                            | S                                            | Totale                                       | Pos.                                         | CL       | C        | A        | V        | P        | S        | Totale  | Pos.   |
| ----------------- | -------------------- | -------------------------------------------- | -------------------------------------------- | -------------------------------------------- | -------------------------------------------- | -------------------------------------------- | -------------------------------------------- | -------------------------------------------- | -------------------------------------------- | -------- | -------- | -------- | -------- | -------- | -------- | ------- | ------ |
| Christian Baumann | Concorso a squadre   | 13,833                                       | 12,700                                       | 13,766                                       | 13,566                                       | 15,200                                       | 12,566                                       | 81,631                                       | 33º                                          | N.D.     | N.D.     | 13,166   | N.D.     | 14,600   | 13,966   | N.D.    | N.D.   |
| Pablo Brägger     | Concorso a squadre   | 14,133                                       | 13,566                                       | 13,466                                       | 12,733                                       | 15,066                                       | 12,600                                       | 81,564                                       | 35º                                          | 14,233   | 13,400   | 13,466   | 13,833   | 14,833   | 13,933   | N.D.    | N.D.   |
| Benjamin Gischard | Concorso a squadre   | 14,266                                       | 13,833                                       | 13,333                                       | 14,166                                       | 13,800                                       | 13,100                                       | 82,498                                       | 26º Q                                        | 14,000   | 13,866   | N.D.     | 14,000   | N.D.     | N.D.     | N.D.    | N.D.   |
| Eddy Yusof        | Concorso a squadre   | 13,500                                       | 12,466                                       | 13,533                                       | 14,333                                       | 14,700                                       | 13,366                                       | 81,898                                       | 31º Q                                        | 13,833   | 13,833   | 13,666   | 14,166   | 14,633   | 13,500   | N.D.    | N.D.   |
| Totale squadra    | Concorso a squadre   | 42,232                                       | 40,099                                       | 40,765                                       | 42,065                                       | 44,966                                       | 39,066                                       | 249,193                                      | 7ª Q                                         | 42,066   | 41,099   | 40,298   | 41,999   | 44,066   | 41,399   | 250,927 | 6ª     |
| Benjamin Gischard | Concorso individuale | Vedi sopra qualificazioni concorso a squadre | Vedi sopra qualificazioni concorso a squadre | Vedi sopra qualificazioni concorso a squadre | Vedi sopra qualificazioni concorso a squadre | Vedi sopra qualificazioni concorso a squadre | Vedi sopra qualificazioni concorso a squadre | Vedi sopra qualificazioni concorso a squadre | Vedi sopra qualificazioni concorso a squadre | 14,300   | 13,666   | 13,433   | 14,300   | 13,700   | 13,333   | 82,732  | 13º    |
| Eddy Yusof        | Concorso individuale | Vedi sopra qualificazioni concorso a squadre | Vedi sopra qualificazioni concorso a squadre | Vedi sopra qualificazioni concorso a squadre | Vedi sopra qualificazioni concorso a squadre | Vedi sopra qualificazioni concorso a squadre | Vedi sopra qualificazioni concorso a squadre | Vedi sopra qualificazioni concorso a squadre | Vedi sopra qualificazioni concorso a squadre | 13,800   | 13,866   | 13,300   | 13,033   | 14,533   | 13,200   | 81,732  | 16º    |

Donne
| Atleta             | Evento               | Qualificazione | Qualificazione | Qualificazione | Qualificazione | Qualificazione | Qualificazione | Finale          | Finale          | Finale          | Finale          | Finale          | Finale          |
| Atleta             | Evento               | Attrezzo       | Attrezzo       | Attrezzo       | Attrezzo       | Totale         | Pos.           | Attrezzo        | Attrezzo        | Attrezzo        | Attrezzo        | Totale          | Pos.            |
| Atleta             | Evento               | CL             | V              | T              | P              | Totale         | Pos.           | CL              | V               | T               | P               | Totale          | Pos.            |
| ------------------ | -------------------- | -------------- | -------------- | -------------- | -------------- | -------------- | -------------- | --------------- | --------------- | --------------- | --------------- | --------------- | --------------- |
| Giulia Steingruber | Concorso individuale | 13,300         | 14,833         | 12,600         | 12,800         | 53,533         | 30ª Q          | 13,333          | 14,833          | 12,400          | 12,800          | 53,366          | 15ª             |
| Giulia Steingruber | Volteggio            | N.D.           | 14,566         | N.D.           | N.D.           | N.D.           | 10ª            | Non qualificata | Non qualificata | Non qualificata | Non qualificata | Non qualificata | Non qualificata |

## Golf
| Atleta            | Torneo    | Round 1   | Round 2   | Round 3   | Round 4   | Totale    | Totale | Totale    |
| Atleta            | Torneo    | Punteggio | Punteggio | Punteggio | Punteggio | Punteggio | Par    | Posizione |
| ----------------- | --------- | --------- | --------- | --------- | --------- | --------- | ------ | --------- |
| Kim Métraux       | Femminile | 74        | 70        | 74        | 73        | 291       | +7     | 54ª       |
| Albane Valenzuela | Femminile | 71        | 69        | 67        | 69        | 276       | −8     | =18ª      |

## Judo
| Atleta          | Evento          | Preliminari          | 16-esimi             | Ottavi               | Quarti               | Semifinali           | Ripescaggio          | Finale / FB                   | Pos.            |
| Atleta          | Evento          | Avversario Punteggio | Avversario Punteggio | Avversario Punteggio | Avversario Punteggio | Avversario Punteggio | Avversario Punteggio | Avversario Punteggio          | Pos.            |
| --------------- | --------------- | -------------------- | -------------------- | -------------------- | -------------------- | -------------------- | -------------------- | ----------------------------- | --------------- |
| Nils Stump      | 73 kg maschile  | Bye                  | Gjakova P 00–11      | Non qualificato      | Non qualificato      | Non qualificato      | Non qualificato      | Non qualificato               | Non qualificato |
| Fabienne Kocher | 52 kg femminile | N.D.                 | Pérez V 01–00        | Lkhagvasüren V 01–00 | Pupp V 10–00         | Buchard P 00–10      | Bye                  | Finale 3º posto Giles P 00–10 | 5ª              |

## Karate
Kumite
| Atleta        | Evento           | Girone               | Girone               | Girone               | Girone               | Girone | Semifinali           | Finale               | Pos.            |
| Atleta        | Evento           | Avversario Punteggio | Avversario Punteggio | Avversario Punteggio | Avversario Punteggio | Pos.   | Avversario Punteggio | Avversario Punteggio | Pos.            |
| ------------- | ---------------- | -------------------- | -------------------- | -------------------- | -------------------- | ------ | -------------------- | -------------------- | --------------- |
| Elena Quirici | +61 kg femminile | Matoub V 2–1         | Abdelaziz P 3–3+S    | Abbasali V 4–0       | Gong L D 1–1         | 3ª     | Non qualificata      | Non qualificata      | Non qualificata |

## Lotta

### Libera
| Atleta           | Evento         | Ottavi               | Quarti               | Semifinali           | Ripescaggio          | Finale / FB          | Pos. |
| Atleta           | Evento         | Avversario Risultato | Avversario Risultato | Avversario Risultato | Avversario Risultato | Avversario Risultato | Pos. |
| ---------------- | -------------- | -------------------- | -------------------- | -------------------- | -------------------- | -------------------- | ---- |
| Stefan Reichmuth | 86 kg maschile | Benferdjallah V 3–1  | Yazdani P 1–4        | Non qualificato      | Shapiev P 1–3        | Non qualificato      | 8º   |

## Nuoto
Uomini
| Atleta                                               | Evento               | Batterie | Batterie  | Semifinali      | Semifinali      | Finale          | Finale          |
| Atleta                                               | Evento               | Tempo    | Posizione | Tempo           | Posizione       | Tempo           | Posizione       |
| ---------------------------------------------------- | -------------------- | -------- | --------- | --------------- | --------------- | --------------- | --------------- |
| Roman Mityukov                                       | 100 m stile libero   | 48"43    | 15º Q     | 48"53           | 16º             | Non qualificato | Non qualificato |
| Antonio Djakovic                                     | 200 m stile libero   | 1'46"37  | 15º Q     | 1'45"92         | 11º             | Non qualificato | Non qualificato |
| Antonio Djakovic                                     | 400 m stile libero   | 3'45"82  | 9º        | N.D.            | N.D.            | Non qualificato | Non qualificato |
| Roman Mityukov                                       | 200 m dorso          | 1'57"45  | 11º Q     | 1'57"07         | 13º             | Non qualificato | Non qualificato |
| Jérémy Desplanches                                   | 100 m rana           | 1'00"29  | 28º       | Non qualificato | Non qualificato | Non qualificato | Non qualificato |
| Noè Ponti                                            | 100 m farfalla       | 51"24    | 5º Q      | 50"76           | 3º Q            | 50"74           |                 |
| Noè Ponti                                            | 200 m farfalla       | 1'55"05  | 5º Q      | 1'55"37         | 10º             | Non qualificato | Non qualificato |
| Jérémy Desplanches                                   | 200 m misti          | 1'56"89  | 2º Q      | 1'57"38         | 5º Q            | 1'56"17         |                 |
| Antonio Djakovic Nils Liess Roman Mityukov Noè Ponti | 4×100 m stile libero | 3'14"65  | 14ª       | N.D.            | N.D.            | Non qualificati | Non qualificati |
| Antonio Djakovic Nils Liess Roman Mityukov Noè Ponti | 4×200 m stile libero | 7'06"59  | 6ª Q      | N.D.            | N.D.            | 7'06"12         | 6ª              |

Donne
| Atleta         | Evento             | Batterie | Batterie  | Semifinali      | Semifinali      | Finale          | Finale          |
| Atleta         | Evento             | Tempo    | Posizione | Tempo           | Posizione       | Tempo           | Posizione       |
| -------------- | ------------------ | -------- | --------- | --------------- | --------------- | --------------- | --------------- |
| Maria Ugolkova | 100 m stile libero | 54"86    | 26ª       | Non qualificata | Non qualificata | Non qualificata | Non qualificata |
| Lisa Mamié     | 100 m rana         | 1'06"76  | 13ª Q     | 1'07"41         | 15ª             | Non qualificata | Non qualificata |
| Lisa Mamié     | 200 m rana         | 2'23"91  | 14ª Q     | 2'25"11         | 14ª             | Non qualificata | Non qualificata |
| Maria Ugolkova | 200 m misti        | 2'10"04  | 5ª Q      | 2'10"65         | 9ª              | Non qualificata | Non qualificata |

## Scherma
| Atleta                                                       | Evento                     | 32-esimi             | 16-esimi             | Ottavi               | Quarti                | Semifinali                             | Finale / FB                    | Pos.            |
| Atleta                                                       | Evento                     | Avversario Punteggio | Avversario Punteggio | Avversario Punteggio | Avversario Punteggio  | Avversario Punteggio                   | Avversario Punteggio           | Pos.            |
| ------------------------------------------------------------ | -------------------------- | -------------------- | -------------------- | -------------------- | --------------------- | -------------------------------------- | ------------------------------ | --------------- |
| Benjamin Steffen                                             | Spada individuale maschile | Sukhov V 15–12       | Reizlin P 11–15      | Non qualificato      | Non qualificato       | Non qualificato                        | Non qualificato                | Non qualificato |
| Max Heinzer                                                  | Spada individuale maschile | Bye                  | Svichkar V 15–11     | Reizlin P 12–15      | Non qualificato       | Non qualificato                        | Non qualificato                | Non qualificato |
| Michele Niggeler                                             | Spada individuale maschile | Ramirez P 6–15       | Non qualificato      | Non qualificato      | Non qualificato       | Non qualificato                        | Non qualificato                | Non qualificato |
| Max Heinzer Lucas Malcotti Michele Niggeler Benjamin Steffen | Spada a squadre maschile   | N.D.                 | N.D.                 | Bye                  | Corea del Sud P 39–44 | Semifinale 5º/8º posto Francia P 37–45 | Finale 7º posto Italia P 34–36 | 8ª              |

## Tennis

### Singolare
| Atleta            | Evento              | 32-esimi             | 16-esimi             | Ottavi                       | Quarti                           | Semifinali                    | Finale                        | Pos.            |
| Atleta            | Evento              | Avversario Punteggio | Avversario Punteggio | Avversario Punteggio         | Avversario Punteggio             | Avversario Punteggio          | Avversario Punteggio          | Pos.            |
| ----------------- | ------------------- | -------------------- | -------------------- | ---------------------------- | -------------------------------- | ----------------------------- | ----------------------------- | --------------- |
| Belinda Bencic    | Singolare femminile | Pegula V (6–3, 6–3)  | Doi V (6–2, 6–4)     | Krejčíková V (1–6, 6–2, 6–3) | Pavlyuchenkova V (6–0, 3–6, 6–3) | Rybakina V (7–6(2), 4–6, 6–3) | Vondroušová V (7–5, 2–6, 6–3) |                 |
| Viktorija Golubic | Singolare femminile | Osorio V (6–4, 6–1)  | Ōsaka P (3–6, 2–6)   | Non qualificata              | Non qualificata                  | Non qualificata               | Non qualificata               | Non qualificata |

### Doppio
| Atleta                           | Evento           | 16-esimi                                 | Ottavi                               | Quarti                      | Semifinali                     | Finale / FB                         | Pos. |
| Atleta                           | Evento           | Avversario Punteggio                     | Avversario Punteggio                 | Avversario Punteggio        | Avversario Punteggio           | Avversario Punteggio                | Pos. |
| -------------------------------- | ---------------- | ---------------------------------------- | ------------------------------------ | --------------------------- | ------------------------------ | ----------------------------------- | ---- |
| Belinda Bencic Viktorija Golubic | Doppio femminile | Aoyama / Shibahara V (6–4, 6(5)–7, 10–5) | Muguruza / Suárez V (3–6, 6–1, 11–9) | Perez / Stosur V (6–4, 6–4) | Pigossi / Stefani V (7–5, 6–3) | Krejčíková / Siniaková P (5–7, 1–6) |      |

## Tennistavolo
| Atleta       | Evento            | Preliminari          | Round 1              | Round 2              | Round 3              | Ottavi               | Quarti               | Semifinali           | Finale               | Pos.            |
| Atleta       | Evento            | Avversario Punteggio | Avversario Punteggio | Avversario Punteggio | Avversario Punteggio | Avversario Punteggio | Avversario Punteggio | Avversario Punteggio | Avversario Punteggio | Pos.            |
| ------------ | ----------------- | -------------------- | -------------------- | -------------------- | -------------------- | -------------------- | -------------------- | -------------------- | -------------------- | --------------- |
| Rachel Moret | Singolo femminile | Yamada V 4–2         | Póta V 4–1           | Chen M P 0–4         | Non qualificata      | Non qualificata      | Non qualificata      | Non qualificata      | Non qualificata      | Non qualificata |

## Tiro a segno/volo
| Atleta                | Evento                                 | Qualificazione | Qualificazione | Finale          | Finale          |
| Atleta                | Evento                                 | Punteggio      | Classifica     | Punteggio       | Classifica      |
| --------------------- | -------------------------------------- | -------------- | -------------- | --------------- | --------------- |
| Nina Christen         | Carabina 10 m aria compressa femminile | 628,5          | 7ª Q           | 230,6           |                 |
| Nina Christen         | Carabina 50 m 3 posizioni femminile    | 1174           | 6ª Q           | 463,9           |                 |
| Heidi Diethelm Gerber | Pistola 10 m aria compressa femminile  | 569            | 28ª            | Non qualificata | Non qualificata |
| Heidi Diethelm Gerber | Pistola 25 metri femminile             | 579            | 22ª            | Non qualificata | Non qualificata |

## Triathlon
| Atleta                                                   | Evento                | Nuoto                   | T1          | Ciclismo                  | T2                | Corsa                   | Totale   | Classifica |
| -------------------------------------------------------- | --------------------- | ----------------------- | ----------- | ------------------------- | ----------------- | ----------------------- | -------- | ---------- |
| Andrea Salvisberg                                        | Individuale maschile  | 18'02"                  | 0'40"       | 56'03"                    | 0'30"             | 32'10"                  | 1h47'25" | 22º        |
| Max Studer                                               | Individuale maschile  | 18'25"                  | 0'39"       | 55'59"                    | 0'28"             | 30'35"                  | 1h46'06" | 9º         |
| Jolanda Annen                                            | Individuale femminile | 19'32"                  | 0'44"       | 1h05'04"                  | 0'35"             | 35'36"                  | 2h01'31" | 19ª        |
| Nicola Spirig                                            | Individuale femminile | 19'32"                  | 0'43"       | 1h02'50"                  | 0'32"             | 34'28"                  | 1h58'05" | 6ª         |
| Andrea Salvisberg Max Studer Jolanda Annen Nicola Spirig | Squadre miste         | 3'59" 4'11" 3'51" 4'35" | 0'37" 0'40" | 9'35" 9'50" 10'32" 10'20" | 0'28" 0'29" 0'30" | 5'44" 5'33" 6'27" 6'19" | 1h25'27" | 7ª         |

## Tuffi
| Atleta            | Evento                   | Preliminari | Preliminari | Semifinale | Semifinale | Finale | Finale     |
| Atleta            | Evento                   | Punti       | Classifica  | Punti      | Classifica | Punti  | Classifica |
| ----------------- | ------------------------ | ----------- | ----------- | ---------- | ---------- | ------ | ---------- |
| Michelle Heimberg | Trampolino 3 m femminile | 289,95      | 11ª Q       | 289,80     | 12ª Q      | 283,35 | 11ª        |

## Vela
| Atleta                            | Evento          | Regata | Regata | Regata | Regata | Regata | Regata | Regata | Regata | Regata | Regata | Regata | Regata | Regata | Punteggio Totale | Punteggio Netto | Classifica |
| Atleta                            | Evento          | 1      | 2      | 3      | 4      | 5      | 6      | 7      | 8      | 9      | 10     | 11     | 12     | M      | Punteggio Totale | Punteggio Netto | Classifica |
| --------------------------------- | --------------- | ------ | ------ | ------ | ------ | ------ | ------ | ------ | ------ | ------ | ------ | ------ | ------ | ------ | ---------------- | --------------- | ---------- |
| Mateo Sanz Lanz                   | RS:X maschile   | 1      | 1      | 9      | 10     | 3      | 4      | 16     | 17     | 12     | 10     | 13     | 15     | 6      | 117              | 100             | 8º         |
| Maud Jayet                        | Laser femminile | 22     | 7      | 22     | 34     | 13     | 1      | 21     | 25     | 28     | 24     | N.D.   | N.D.   | EL     | 197              | 163             | 19ª        |
| Linda Fahrni Maja Siegenthaler    | 470 femminile   | 12     | 4      | 8      | 2      | 5      | 10     | 9      | 7      | 12     | 5      | N.D.   | N.D.   | 2      | 76               | 64              | 4ª         |
| Lucien Cujean Sébastien Schneiter | 49er maschile   | 16     | 10     | 14     | 10     | 3      | 20     | 9      | 9      | 9      | 18     | 13     | 12     | EL     | 143              | 123             | 14ª        |